# Гай Цейоний Руфий Волузиан (консул)
Гай Цейоний Руфий Волузиан (лат. Gaius Ceionius Rufius Volusianus) — римский государственный деятель конца III века — начала IV века, консул 311 и 314 года. Происходил из знатного рода, сделал блестящую карьеру, но впоследствии впал в немилость и отправлен в ссылку.

## Биография

### Происхождение
Предположительно, Волузиан родился между 246 и 249 годом. Возможно, он был сыном префекта Рима в 284 году Цейония Вара. Его семья претендовала на родство с этрусским правителем племени рутулов Волузом. По материнской линии Волузиан происходил от представителей известных во II и III веке семей Нуммиев, Фульвиев и Гавиев. Через них он был родственником фамилии Цейониев и патрицианских родов эпохи конца существования Римской республики. По всей видимости, Гай имел родственные связи с проконсулом Африки Постумием Руфием Фестом из Вольсиний, чьи предки вошли в сенаторское сословие в конце II века. Тетей или сестрой Волузиана была Гая Нуммия Цейония Умбрия Руфия Альбина, жрица Беневента.
Семья Волузиана имела в собственности поместья в Волатеррах и Африке.

### Карьера
Его ранняя карьера неизвестна, но, судя по всему, около 280 года в правление императора Проба он был консулом-суффектом. Между 281 и 283 годом Волузиан был назначен Карином корректором Италии и находился на этом посту в течение 8 лет вплоть до периода между 289 и 291 годом, когда императором стал уже Диоклетиан.
Между 305 и 306 годом Волузиан занимал должность проконсула Африки. Когда римский узурпатор Максенций был признан императором в Африке, Волузиан перешёл на его сторону. Примерно в 309 году Максенций назначил Волузиана префектом претория, которым тот был до 310 года. Он был послан императором вернуть под контроль провинцию Африка, где викарий Домиций Александр поднял восстание и объявил себя императором, перекрыв поставки продовольствия в Рим. Волузиан с другими военачальниками переправился в Африку с небольшим, но хорошо обученным войском и одержал победу над плохо вооруженными повстанцами. После этого по приказу Максенция были опустошены Карфаген и другие африканские города. Завершив возвращение отпавшего региона, Волузиан вернулся в Рим.
С 28 октября 310 по 28 октября 311 года Волузиан занимал должность префекта Рима. Это была особая честь, так как назначение его городским префектом совпало с пятилетием провозглашения Максенция императором. С сентября 311 и до конца года Волузиан был ординарным консулом с Арадием Руфином. Предположительно, его назначение было попыткой умиротворить римскую аристократию, которая становилась все более недовольной правящим государем. Кроме того, консульство было наградой Волузиана за его заслуги. После поражения и гибели Максенция в 312 году в результате борьбы с Константином I, Волузиан сохранил лояльность новому правителю и продолжил службу. Он получил титул комита, а его последующая карьера при Константине показывает, что император чувствовал необходимость завоевать верность сенаторской элиты в Риме.
Но поскольку все действия правительства Максенция были признаны недействительными, 8 декабря 313 года Волузиан был повторно назначен префектом Рима и оставался им до 20 августа 315 года. В течение этого периода он также председательствовал на судебных делах от имени императора. За этим последовало назначение Волузиана на должность ординарного консула в 314 году вместе с Петронием Аннианом. В благодарность за эти назначения Волузиан установил статую Константина на форуме Траяна. Он также мог играть определенную роль в строительстве Триумфальной арки Константина, посвященной императору после того, как Константин вернулся в Рим в июле 315 года. Тем не менее, в конце 315 года Волузиан впал в немилость: он был отстранен от должности, а затем выслан по указу сената в результате доноса его врагов. Однако, есть сведения, что в 321 году он во второй раз был префектом претория.
Волузиан входил в состав жреческих коллегий квиндецемвиров священнодействий и септемвиров эпулонов. В одной из надписи он назван философом. Гай был женат на Нуммии Альбине и был отцом консула 335 года Цейония Руфия Альбина. Таким образом, Волузиан был предком многочисленных Руфиев и Цейониев, известных в IV и V веке. Предположительно, он был отцом неназванного сенатора, которому Фирмик Матерн составил гороскоп.